# 賊軍
賊軍（ぞくぐん）とは、天皇（朝廷）及び政府の意思に叛逆し天皇、朝廷、政府より口頭、詔勅、綸旨等の手段により討伐、鎮撫、もしくは宣戦布告を受けた勢力の保持する軍勢のこと。小規模の場合は「賊徒」とも書かれる。「官軍」の対語。

## 定義
朝敵、逆賊、国賊などとほぼ同じ意味であるが、「朝敵」や「国賊」という言葉が、最少では一人でも成立する言葉であるのに対して、「賊軍」とは軍勢を率いて戦う規模の反乱で、国家転覆を企む意図を持ち得る部隊を指す。武装戦闘集団であり一揆とは異なる。平将門の様に賊軍の首魁（国賊）でありながら、神として奉られる場合もある（神田明神）。南北朝時代の場合は、南北両帝が並立しており、互いに相手側を「賊」と呼んでいた経緯もあるため、どちらの立場であったかで定義が異なる。対外戦争に関しては、白村江の合戦などにおける唐・新羅の連合軍は「賊軍」の範疇に含まれるが、開戦詔勅を伴わない豊臣秀吉の朝鮮出兵の際の敵軍は「賊軍」の範疇に含まれない。同様に日本赤軍は追討の詔勅などが下されていない為、賊軍では無い。嘉永6年以降の戦死者の場合は靖國神社の本殿に奉られているか否かで判別が可能である。

## 歴史
- 長髄彦(神武天皇即位前) -『日本書紀』では自己の正統性を主張するため互いに神璽を示し合ったが、それでも長髄彦が戦い続けたため饒速日命の手によって殺されたとされる。神武天皇が浪速国青雲の白肩津に到着したのち、孔舎衙坂（くさかのさか）で迎え撃ち、このときの戦いで天皇の兄の五瀬命は矢に当たって負傷し、後に死亡している。その後、八十梟帥や兄磯城を討った皇軍と再び戦うことになる。このとき、金色の鳶が飛んできて、神武天皇の弓弭に止まり、長髄彦の軍は眼が眩み、戦うことができなくなった。日本書紀・神武紀には、この時の様子を次のように記している[2]。

長髄彦に率いられて戦った賊軍で後に帰順したのが、饒速日命を祖とする物部氏で、サムライを表す「もののふ」の言葉の語源となった氏族であるが、元々は賊軍の帰順者の末裔である。
- 名草戸畔[3] - 女賊
- 丹敷戸畔[4] - 女賊
- 兄猾[5]
- 兄磯城[6]
- 磯城の八十梟帥
- 新城戸畔[7] - 女賊
- 居勢祝[7]
- 猪祝[7]
- 土蜘蛛[7]
- 赤銅の八十梟帥
- 手研耳命
- 武埴安彦命
- 出雲振根
- 狭穂彦王 - 狭穂彦王の叛乱
- 熊襲 - 景行天皇12年秋に叛く[8]。
- 鼻垂 - 倭王を自称して山谷に人を集め宇佐地域の川上に潜伏[8]。
- 耳垂 - 人を殺して食べる為、人々を拉致し御木の川上に潜伏[8]。
- 麻剥 - 叛乱を企てる為、密かに仲間を集めて高羽の川上に潜伏[8]。
- 土折猪折 - 人々を拉致し山川の険しい場所を通り緑野の川上に潜伏[8]。
- 青[8] - 土蜘蛛
- 白[8] - 土蜘蛛
- 打猿[8] - 土蜘蛛
- 八田[8] - 土蜘蛛
- 国麻侶[8] - 土蜘蛛
- 厚鹿文[8] - 熊襲の八十梟帥
- 迮鹿文[8] - 熊襲の八十梟帥
- 市乾鹿文[8] - 熊襲の八十梟帥
- 住吉仲皇子 - 阿曇連浜子の軍勢・淡路の野島の海人ら。倭直吾子籠は帰順後、妹の日之媛を献上し許された。
- 玉田宿禰
- 筑紫君磐井 - 大和朝廷との間で起こった磐井の乱で知られる[2]。物部麁鹿火によって討伐された。
- 阿弖流為
- 平将門（平安時代）- 「新皇」と自称し朝廷に対抗。
- 藤原純友（平安時代）- 瀬戸内で朝廷に対し反乱を起こした。
- 平清盛
- 北条義時
- 長州藩 （幕末） - 禁門の変の戦闘中に京都御所に発砲した事で孝明天皇に討伐を命じられるが、王政復古前の朝議で赦免される。戊辰戦争では官軍の地位を得る。
- 徳川慶喜 (幕末) - 長州征伐の時点では官軍だったが、朝廷の命に違反した鳥羽・伏見の戦いで敗れた為、明治天皇に討伐を命じられ、逆に賊軍となる。以下の各集団も慶喜に同じ。
  - 甲陽鎮撫隊（新撰組）、彰義隊、伝習隊
  - 会津藩、庄内藩
  - 榎本武揚、大鳥圭介、土方歳三
- 西郷隆盛 - 戊辰戦争では「官軍」側であったが西南戦争では「賊軍」とされる
- 二・二六事件の皇道派[9]

## 外敵
- 新羅 - 三韓征伐（日本に帰順後、王族を人質として差し出す[2]）
- 高句麗 - 三韓征伐（直接戦闘にはならず[2]）
- 百済 - 三韓征伐（戦わず日本に帰順[2]）
- 粛慎 - 斉明朝の粛慎討伐[2]
- 唐 - 白村江の戦い [2]
- 刀伊(女真族) - 刀伊の入寇
- モンゴル帝国 - 蒙古襲来の時、元軍の事を「蒙古異賊」と記され、朝廷に敵対する諸外国の軍隊の場合も「賊軍」と呼ばれている。
- 清国
- ロシア帝国
- ドイツ（第一次世界大戦）
- 中国（重慶政権）
- アメリカ（大東亜戦争）
- イギリス
- ソビエト連邦
- 連合国軍

## 承久の乱
承久の乱（承久の変）で官軍は賊軍に敗北したため、以降朝廷は事実上、賊軍（幕府）に屈服する異常事態が続いた。幕府は朝廷を監視し、皇位継承も管理するようになり、朝廷は幕府をはばかって細大もらさず幕府に伺いを立てるようになった。院政の財政的基盤であった八条院領などの所領も一旦幕府に没収され、治天の管理下に戻されたあともその最終的な所有権は幕府に帰属した。承久の乱には、鎌倉と京都の二元政治を終わらせて武家政権を確立する意義があったと考える学者もいる。

## 幕末
律令制および王朝国家体制が崩壊すると、朝廷を政治の中枢から排除した武家政権が台頭した。長らく朝廷は武家政権の下に置かれ、江戸時代では禁中並公家諸法度が制定され、朝廷の影響力は江戸幕府によって制限されていたが、江戸時代末期（幕末）になると黒船来航や桜田門外の変で幕府そのものが混乱を始めた為、朝廷の権威が再び注目されるようになった。幕府の衰退に伴って雄藩と呼ばれる諸藩が朝廷の権威を以て幕府に対抗するようになり、幕府も朝廷の権威を以て幕藩体制の再生を図ろうと公武合体を目指すようになる。朝廷内部においても孝明天皇が攘夷を幕府に督促するなど政治に介入するようになった。
その過程において、雄藩の一角である長州藩は特に尊王攘夷に厚く、その支持者であった久留米藩士の真木保臣が学習院御用掛となり、尊攘派公家の三条実美と交流を行った事で朝廷への影響力を持つようになる。尊攘派公家らは朝廷工作を行い、天皇が大和巡幸を行う詔を出すことに成功したが、天皇自身はこの動きに反発しており、佐幕派の公家や公武合体派の雄藩に対して救いを求め、中川宮朝彦親王、二条斉敬、薩摩藩、京都守護職である松平容保の会津藩らは連携し、長州藩と尊攘派排除のためのクーデター計画を進めた。佐幕派公家や薩摩藩・会津藩による八月十八日の政変で長州勢は駆逐され、それを不服として禁門の変を起こすも幕府軍に敗退。その戦闘中に御所へ向けて発砲した事で、孝明天皇は長州討伐の詔を出し、幕府軍を「官軍」とする二度の長州征伐が行われた。この時点では長州は「賊軍」であった。
しかし、幕府軍は第二次長州征伐において各地で敗北し、小倉城と浜田城が長州に占領され、戦線は膠着、さらに第14代将軍徳川家茂の死去と孝明天皇の崩御による混乱も重なり、失敗に終わる。状況の不利を悟った第15代将軍徳川慶喜は長州と停戦を行う為、朝廷に長州寛典論を奏請し、明治天皇の勅許を得た。慶応3年12月8日の二条斉敬が主催した朝議にて毛利敬親・広封父子の官位復旧が決定し、長州は赦免されて「賊軍」から脱することが出来た。それでも政局はさらに幕府にとって不利に傾き、四侯会議の決裂で公武合体路線を放棄した薩摩藩や、明治天皇の即位で朝廷に復帰した岩倉具視が倒幕の工作を行い始める。また岩倉らによって薩摩藩と長州藩に「討幕の密勅」が出された（なお、この詔勅には、その要件である御画可、御璽を欠き、太政官の主要構成員の署名がないなどの疑問点がある）。
これらの動きに対して、徳川慶喜は大政奉還を行い、将軍が自ら幕府を葬ることで討幕の名分を消し去った。しかし、その直後に薩摩藩・尾張藩・越前藩・土佐藩・芸州藩の五藩による政変が起こり、王政復古の大号令が宣言され、天皇親政の政権が誕生した。徳川慶喜や会津藩などは大坂城に退去した。さらに赤報隊の相楽総三らが西郷隆盛の命を受けて江戸市中での放火・強盗を繰り返し、旧幕府を挑発。江戸の薩摩藩邸が焼討され、それを知らされた大坂城内も湧き立つ。ついに徳川慶喜は「討薩表」を発し、君側の奸である薩摩などを討伐するとして京都に向けて軍勢を派遣した。
しかし、朝廷は、徳川慶喜に「会津藩と桑名藩を帰国させた上で慶喜の軽装上洛」を求めてた。この軍事行動は明確に朝廷の命に逆らうものであり、鳥羽・伏見の戦い（戊辰戦争）の初戦で旧幕府軍が敗退すると、明治天皇は仁和寺宮嘉彰法親王を征討大将軍に任命して、錦の御旗と節刀を与え、旧幕府軍の討伐を命じる。薩長軍が「官軍」、旧幕府軍が「賊軍」と認定されることになり、長州征伐の時と官・賊の関係が逆転した。
旧幕府軍が「賊軍」に認定された衝撃は大きく、その多くが戦意を喪失し、山崎関門を守備していた津藩は中立を放棄して旧幕府軍を砲撃し、慶喜も大坂城を放棄して6日に江戸へと帰還した。鳥羽・伏見での旧幕府軍の崩壊を見た諸藩は、反薩長派・親薩長派を問わずその多くが旧幕府を見限り、朝廷に勤王証書を提出して明治政府へ恭順の意を示した。その後、慶喜は江戸城を無血開城して降伏したが、これを不服とする旧幕府軍の一部との戦闘が発生し、また新政府によって朝敵に指定された会津藩・庄内藩（薩摩藩邸焼き討ちの主力）などは明治政府への降伏を拒絶して抗戦の構えを見せていた。新政府は仙台藩主伊達慶邦ら奥羽諸大名に会津藩・庄内藩の討伐を命じたが、その際に奥州へ派遣された長州藩士世良修蔵が仙台藩の強硬派によって暗殺されたことで、東北諸藩は奥羽越列藩同盟を結成して新政府軍と戦争状態に入った。戦争は東北諸藩が降伏した後も続き、箱館戦争で箱館政権の全面降伏によって戦争は集結した。
これら明治政府と敵対した諸勢力はみな旧幕府軍と同様に「賊軍」と認定された。

## 明治時代
明治維新以降、今度は旧討幕派内での争いが勃発し西郷隆盛、前原一誠らが不平士族を率いて叛乱を起こしたが、これも「賊軍」として鎮圧され、明治22年（1889年）に西郷が大赦で許されたのを皮切りに、大正時代が終わるまでに関係者の多くは名誉回復した。
- 西南戦争
- 萩の乱
- 佐賀の乱

## 昭和時代
- 二・二六事件（政府と軍閥の腐敗を糾弾し、武力で政府転覆を謀る）
- 宮城事件（大東亜戦争の終結に反対）

## 「勝てば官軍、負ければ賊軍」
「勝てば官軍、負ければ賊軍」という諺があり、「道理はどうあれ勝った側が正義である」という意味である。多くは幕末の長州藩を念頭に置いて語られる言葉のため、承久の乱など始終一貫して「官軍」の地位にあった側が負けた例もあり、必ずしも勝った側が最終的に「官軍」として認定されるわけではない。また明治政府により「正統」とされた南朝から「賊軍」とされたが最終的な勝者となった足利尊氏とその子孫は、もともと北朝からすれば「官軍」「皇軍」であり、南北朝時代のような「官軍」対「官軍」という状況も場合によっては発生しうるものであった。